# Girolamo de Bardi
Girolamo de Bardi (Firenze, 31 gennaio 1685 – Roma, 11 marzo 1761) è stato un cardinale italiano.

## Biografia
Nacque il 31 gennaio 1685 a Firenze.
Fu creato cardinale da papa Benedetto XIV nel concistoro del 9 settembre 1743.
Ricevette gli ordini minori solo nel dicembre successivo alla sua elevazione a cardinale.
Morì l'11 marzo 1761, all'età di 76 anni.